# Prisa Radio
Prisa Radio es un conglomerado radiofónico español perteneciente en su totalidad al Grupo Prisa. Cuenta con una red de 100 emisoras con presencia directa en Chile, Colombia, Estados Unidos, España, México, Guatemala y Panamá, y a través de franquicias de marcas y contenidos en Costa Rica, Nicaragua, Paraguay y República Dominicana. 
La empresa fue creada en 2010, siendo heredera de la antigua estación española Unión Radio (EAJ-20), en sus orígenes Unión Radio Madrid.

## Antecedentes
La empresa Unión Radio Madrid fue fundada el 19 de diciembre de 1924 por Ricardo Urgoiti, con la participación de las primeras empresas eléctricas españolas, dedicada a la radiodifusión en la ciudad al amparo de la primera legislación realizada por el gobierno de Miguel Primo de Rivera bajo el reinado de Alfonso XIII de España. La emisora de Madrid, EAJ-7, comenzó a funcionar el 17 de junio de 1925, entre fuertes críticas que la acusaban de monopolio. 
Fue la primera de las emisoras de radio que consiguió crear una cadena de emisoras en España, entre 1925 y 1930. 
El gobierno, a propuesta de la Junta Técnica Inspectora aprueba una Real Orden en 1926 que permite cambiar el Art. 29 del Reglamento de 1924, lo que hace posible la transferencia de licencias, ayudando a Unión Radio para hacerse con la mayoría de las estaciones, llegando a establecer un cuasi-monopolio en el espacio radioeléctrico español: Radio Madrid, Radio Barcelona, Radio San Sebastián, Radio Sevilla, Radio Valencia (en régimen mixto) y Radio Santiago. El promotor de las compras y fusiones de emisoras en diferentes ciudades españolas fue el mismo Ricardo Urgoiti Somovilla.
La empresa estaba apoyada por industrias norteamericanas como AT&T y alemanas como AEG o Telefunken. Además, fue muy grande su vinculación con las empresas periodísticas de Nicolás María de Urgoiti, padre de Ricardo, y fundador de El Sol y La Voz. De hecho uno de los primeros informativos radiofónicos en España fue La palabra (07-10-1930) en Unión Radio Madrid que con tres ediciones diarias de 20 minutos se basaba en las informaciones de la agencia Febus (boletines especiales).
Dos elementos que dinamizaron en gran medida a este grupo radiofónico fueron la Unión de Radioyentes cuyas cuotas de socio (en marzo de 1926 tenía casi 12.000 asociados), junto con la escasa publicidad (solo 5 minutos por cada hora), servían para financiar la empresa; y la Revista Ondas, que con el precio de 50 céntimos se editó todas las semanas (sábados) desde la fundación del grupo hasta el comienzo de la guerra civil española.
Tras la Guerra Civil pasó a llamarse Sociedad Española de Radiodifusión, más conocida como Cadena SER. 
El Grupo Prisa y el Grupo Godó acordaron agrupar sus participaciones en la Sociedad Española de Radiodifusión (Cadena SER), Antena 3 Radio y Grupo Latino de Radio (GLR) para crear la mayor empresa de radio en el área de habla española. La compañía Unión Radio (actual Prisa Radio), tendrá una facturación de casi 350 millones de euros anuales y estará participada en un 80% por Prisa y en un 20% por el Grupo Godó.
El acuerdo fue sellado en Madrid por los presidentes de los grupos Prisa y Godó, Jesús de Polanco y Javier de Godó. El pacto conlleva la venta, firmada por los consejeros delegados de Prisa y Godó, Juan Luis Cebrián y Carlos Godó, del 20% de Grupo Latino de Radio (GLR), la empresa que agrupa las participaciones internacionales de radio de Prisa, al grupo catalán de medios de comunicación. Posteriormente, se han aportado a Unión Radio, mediante una ampliación de capital, todas las acciones de GLR, que se añaden así a las de la SER y Antena 3 Radio que ya estaban en el seno de Unión Radio.
La nueva empresa cuenta con 1250 emisoras, entre propias y asociadas, distribuidas en: España, Estados Unidos, México, Colombia, Costa Rica, Panamá, Argentina y Chile. 
En estos momentos tiene 22 millones de oyentes y planes de expansión para ampliar su implantación en Estados Unidos y América Latina, según informó Prisa en un comunicado.
En España, Prisa Radio cuenta con la Cadena SER, líder indiscutible de audiencia tanto en programación hablada como en las fórmulas musicales: (LOS40, Cadena Dial, LOS40 Classic, LOS40 Dance, LOS40 Urban y Radiolé). 
En Estados Unidos, la compañía tiene dos operaciones de radio en Los Ángeles y Miami, ciudad en la que es líder en radio hablada para el mundo hispano. Además posee GLR Networks, empresa productora y distribuidora de programas y espacios comerciales con cerca de 60 emisoras afiliadas.
En el mercado de México, Prisa Radio opera a través de Radiópolis, participada al 50% por Televisa y en la que Unión Radio tiene la gestión. 
Radiópolis cuenta con tres líneas de programación fundamentales: W Radio para programación hablada, Ke Buena, de música ranchera y Los 40 de programación juvenil. Estos son también los formatos globales de programación que se emiten en: Panamá, Costa Rica, Chile, Argentina y Colombia.
Caracol Radio, líder indiscutible en Colombia y una de las cadenas más prestigiosas de América Latina, constituye otro pilar de Prisa Radio en este mercado. Caracol produce y distribuye hasta diez horas de programación en diferentes formatos de música y radio hablada.
En Chile, Prisa Radio es propietario del conglomerado radiofónico de mayor prestigio en dicho país, Iberoamericana Radio Chile, la cual con sus diez fórmulas de radio llegan a aproximadamente 5 millones de personas, segmentadas a diferentes públicos a lo largo del país, incluida Isla de Pascua.
La consolidación de estas operaciones permitirá a la división de radio del Grupo Prisa crear una base sólida y de gran proyección territorial para la distribución de sus marcas globales de programación y para la optimización de sinergias comerciales que posibiliten un ambicioso plan de expansión en el mundo de habla hispana.
Prisa Radio estará presidida por Jesús de Polanco; Javier de Godó será vicepresidente y Augusto Delkáder, hasta ahora CEO de la SER, ocupará el mismo puesto, pero ahora de todo el negocio. Jaime Polanco Soutullo, que en estos momentos es CEO de Prisa Internacional, ocupará la Dirección General de Estrategia y Desarrollo Corporativo de Prisa.
El Grupo Prisa compró el 20% de la filial de radio que mantenía el Grupo Godó por 45 millones de euros, según un hecho relevante remitido el 3 de mayo de 2022 a la Comisión Nacional del Mercado de Valores. Así Prisa Media, filial que engloba los negocios de prensa y radio, será después de 2023 el único propietario de Prisa Radio.

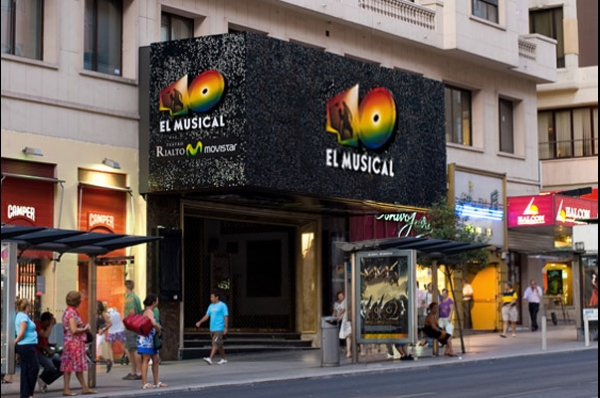
40 El Musical, espectáculo musical de LOS40, marca radiofónica de Prisa Radio con emisión en once países de habla hispana.

## Productos

### Radio
- Chile
  - Ibero Americana Radio Chile
    - ADN Radio Chile
    - Los40 Chile
    - Imagina
    - Concierto
    - Futuro
    - Rock & Pop
    - FM Dos
    - Corazón
    - Pudahuel
    - Radioactiva

- Colombia
  - Caracol Radio
    - Radioacktiva
    - Tropicana
    - LOS40 Colombia
    - W Radio
    - W+
    - Bésame Radio
    - Radio Santa Fe

- Costa Rica
  - Multimedios Radio
    - LOS40 Costa Rica
    - Bésame Radio
    - La Caliente
    - Asociadas: Hits FM, La Lupe, Classic, Radio Recuerdo

- Ecuador
  - LOS40 Ecuador

- España
  - Cadena SER
  - SER+
  - LOS40
  - LOS40 Classic
  - LOS40 Dance
  - LOS40 Urban
  - Cadena Dial
  - Radiolé
  - RAC1 (20% pertenece a Prisa Radio)
  - RAC105 (20% pertenece a Prisa Radio)

- Estados Unidos
  - Grupo Latino de Radio
    - Radio Caracol 1260 AM - 104.7 FM (Florida - Miami)
    - W Radio 690AM en el sur de California
    - GLR Networks

- Guatemala
  - LOS40 Guatemala

- México
  - Radiopolis
    - W Radio
    - LOS40 México
    - Ke Buena
    - W Deportes
    - Asociadas: Radio Gallito, VOX "Love Station"

- Panamá
  - Caracol Radio América
  - LOS40 Panamá

- Paraguay
  - LOS40 Paraguay

- República Dominicana
  - LOS40 República Dominicana

### Digital
- los40.com
- cadenaser.com
- caracol.com.co
- WRadio.com.co
- WRadio.com.mx
- tropicanafm.com
- radiole.com
- cadenadial.com
- adnradio.cl
- besame.fm
- kebuena.com.mx

### Eventos
- LOS40 Music Awards
- Premios Dial
- Gran Vía Musical
- Planet Events
- Media Festivals
- Rosa Lagarrigue Management
- Merchandising On Stage

### Editoriales
- Nova Ediciones Musicales
- Lirics & Music

### Pago
- Tarjeta 40

## Accionariado
Actualmente, el accionariado de Prisa Radio se reparte entre el Grupo Prisa, que mantiene una participación de un 73,49%; el Grupo Godó, con un 18,37%; y el Grupo Trastámara, con el 8,14% restante. Adicionalmente, el acuerdo de inversión formalizado en 2008 para la entrada del Grupo Trastámara contempla una aportación adicional de otros 125 millones de euros en futuras ampliaciones de capital, que otorgarían a Dª Isabel de Trastámara y Silva una participación total de un 16,63%.

## Sede

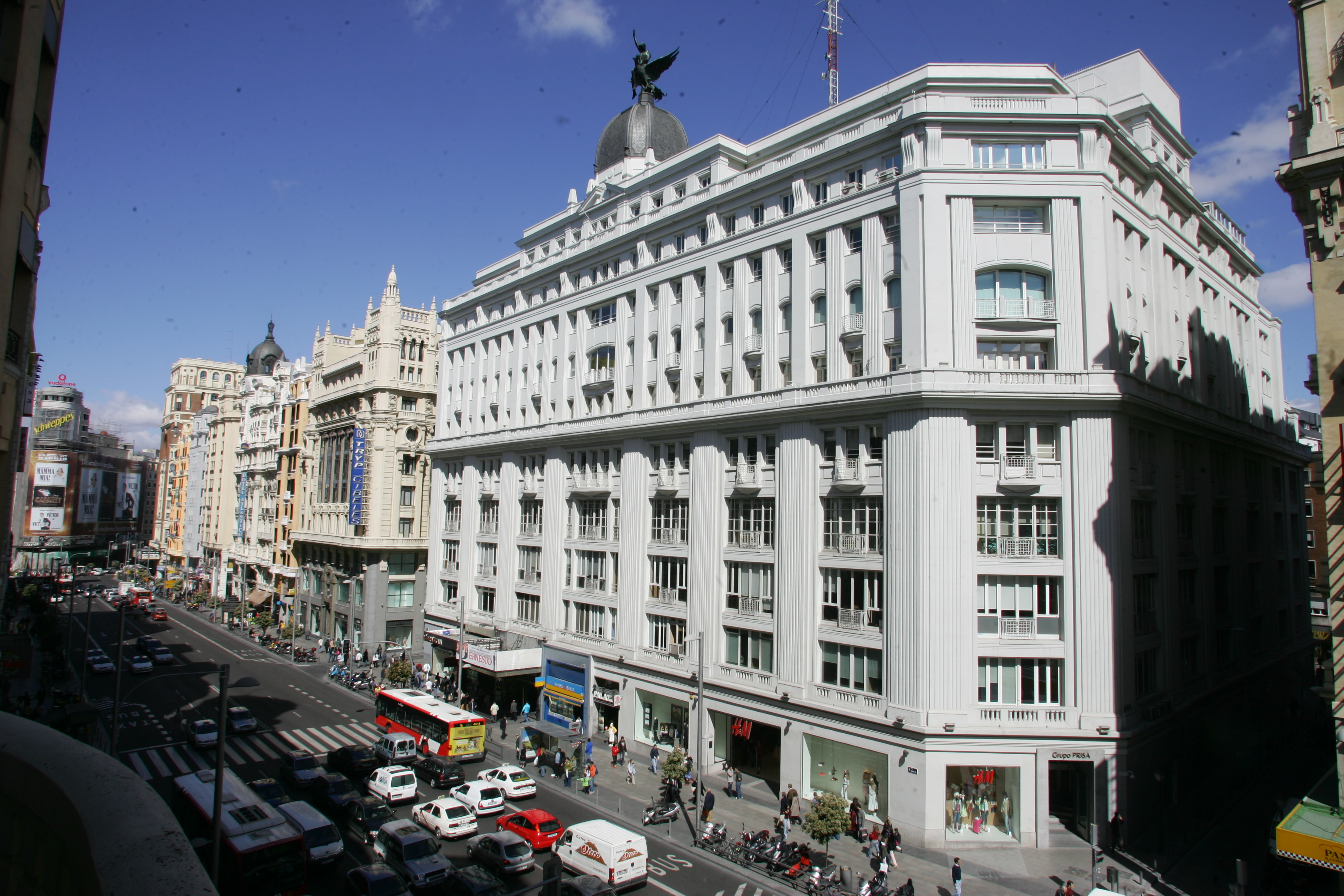
Sede de Prisa Radio España en Madrid.

La sede se encuentra en la Calle Gran Vía 32, Madrid (España). Su edificio fue construido entre 1922 y 1924, obra del arquitecto Teodoro de Anasagasti y el ingeniero Maximiliano Jacobson. 
El primer uso del edificio fue dado por los antiguos grandes almacenes Madrid-París. 
Actualmente solo hace uso de la sexta a la novena planta, encontrándose un establecimiento de la cadena de moda irlandesa Primark, que abrió sus puertas en noviembre de 2015.